# São Valentim do Sul
São Valentim do Sul é um município brasileiro do estado do Rio Grande do Sul.